# Tây Hòa, Lũng Nam
Tây Hòa (chữ Hán giản thể: 西和縣, chữ Hán giản thể: 西和县, bính âm: Xīhé Xiàn, âm Hán Việt: Tây Hòa huyện) là một huyện thuộc địa cấp thị Lũng Nam, tỉnh Cam Túc, Cộng hòa Nhân dân Trung Hoa. Huyện này có diện tích 1861 km², dân số năm 2004 là 390.000 người. Mã số hành chính của Tây Hòa là 742100. Chính quyền huyện Tây Hòa đóng ở trấn Hán Nguyên. Về mặt hành chính, huyện Tây Hòa được chia thành trấn, 18 hương. 
- trấn (Trung Quốc): Hán Nguyên và Trường Đạo.
- Hương: Thạch Bảo, Tây Dục, Lư Hà, Hưng Long, Sảo Dục, Mã Nguyên, Sái Kinh, Khương Tịch, Thập Lý, Hà Bá, Lạc Dục, Đại Kiều, Hao Lâm, Thái Thạch, Thạch Dục, Lục Hạng và Tây Cao Sơn.